# Hemisphaerius corvinus
Hemisphaerius corvinus är en insektsart som beskrevs av Melichar 1906. Hemisphaerius corvinus ingår i släktet Hemisphaerius och familjen sköldstritar. Inga underarter finns listade i Catalogue of Life.